# Luciano Cremonese
Luciano Cremonese, né le 1er août 1926 à Rovarè (Vénétie) et mort le 26 juillet 1963 à Venise, est un coureur cycliste italien, professionnel de 1948 à 1953.

## Palmarès
- 1948
  - Tour des Dolomites
  - 5e étape du Tour du Latium
  - Giro del Piave
  - 3e du Tour du Latium
- 1949
  - 7e étape du Tour des Trois Mers
- 1950
  - 4e étape secteur A du Tour des Dolomites
  - 2e étape du Tour des Pouilles et Lucanie
  - 2e de Astico-Brenta
- 1951
  - Coppa Girotto

## Résultats sur les grands tours

### Tour d'Italie
1 participation
- 1951 : 70e